# NDK labdarúgó-válogatott
Az NDK labdarúgó-válogatott NDK nemzeti csapata volt 1952 és 1990 között, amelyet az NDK labdarúgó-szövetség (németül: Deutscher Fußball Verband der DDR) irányított.
Történetük során egyetlen világbajnokságon (1974) szerepeltek, Európa-bajnokságra egyszer sem jutottak ki. Az olimpiai játékokon 1964-ben és 1972-ben bronz, 1980-ban ezüst és 1976-ban aranyérmet nyertek.
1990-ben Németország újraegyesítése után a keletnémet labdarúgó-szövetség, a válogatott és a klubcsapatok csatlakoztak a Német labdarúgó-szövetséghez (németül: Deutscher Fußball Bund (DFB)).

## A válogatott története
A keletnémet labdarúgó szövetség, a Deutscher Fußball Verband der DDR (DFV) 1949-ben, abban az évben alakult meg, amikor maga az ország is létrejött. A háború utáni években az NDK területén már rendeztek különféle önszerveződő helyi bajnokságokat. Az önszerveződés egyik része volt, hogy alakultak tartományi válogatottak, Szászországban sem volt ez másként. A szász válogatott játékosedzője Helmut Schön volt, aki később nyugatra távozott.
Az NDK 1951 februárjában kérvényezte felvételét a FIFA-ba, ezt azonban a Német labdarúgó-szövetség folyamatosan megvétózta. Csak az év végén nyert felvételt, akkor is csak ideiglenes tagként. A végleges státuszt 1952 júliusában kapták meg. Innentől kezdve került be a szövetség, illetve kerülhetett be az NDK labdarúgó válogatottja a nemzetközi vérkeringésbe.
Első mérkőzésüket 1952. szeptember 21-én játszották Varsóban Lengyelország ellen, melyen 3–0-s vereséget szenvedtek. Az 1958-as világbajnokság selejtezőiben mutatkoztak be a nemzetközi porondon. Első tétmérkőzésükön Walest 2–1-re legyőzték Lipcsében.
Európa-bajnokságra egyetlen alkalommal sem sikerült kijutniuk, az olimpiákon viszont annál sikeresebbek voltak. 1964-ben (ekkor Egyesült német csapatként) és 1972-ben bronz, 1980-ban ezüstérmet szereztek, míg az 1976-os montréali olimpián aranyérmet nyertek.

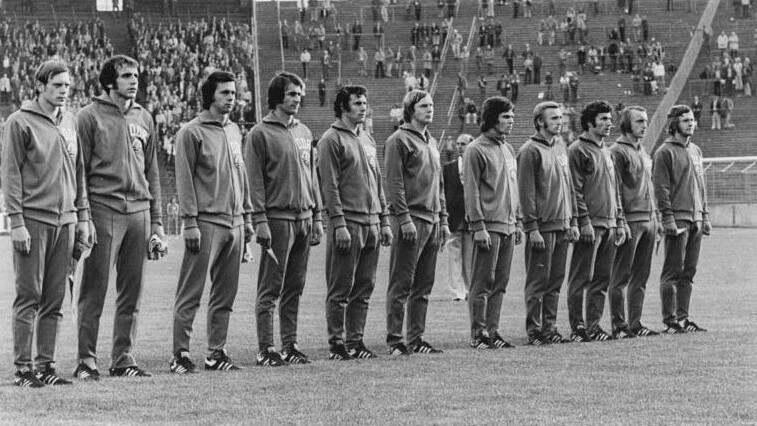
Az NDK válogatottja az 1974-es világbajnokságon.

Az 1974-es világbajnokság selejtezőiben Romániával, Finnországgal és Albániával kerültek egy csoportba. Albániát és Finnországot oda-vissza legyőzték. A Románia elleni mérkőzéseken az NDK 2–0-ra nyert Magdeburgban, Bukarestben 1–0-ra kikapott. Az egy pontot, amivel az NDK végzett az élen, az eredményezte, hogy míg a oda-vissza vertek mindenkit, addig a románok Helsinkiben elhullajtottak egy pontot. Ezzel történetük első és egyetlen világbajnokságára jutottak ki, amit az NSZK-ban rendeztek. Mindkét német válogatott ugyanabba a csoportba került, kiegészülve Ausztráliával és Chilével. Ausztrália 2–0-s legyőzésével nyitottak, a második gólt az a Joachim Streich szerezte, aki az NDK válogatott történetében legtöbbször pályára lépő és legeredményesebb játékos. Második mérkőzésükön 1–1-s döntetlent játszottak Chilével, a keletnémetek részéről Martin Hoffmann volt eredményes. Két forduló után az NSZK 4, az NDK 3 ponttal állt, így került sor a történelem egyetlen NSZK-NDK mérkőzésére Hamburgban 1974. június 22-én. Mivel a Chile-Ausztrália párharc kora délután döntetlent hozott eldőlt, hogy mindkét német csapat továbbjutott. A látszólag tét nélküli, ám politikailag és érzelmileg is meghatározó találkozót végül Jürgen Sparwasser góljával az NDK nyerte 1–0-ra. Annak ellenére, hogy megnyerték a csoportot a második csoportkörben az erősebb négyesbe kerültek Argentína, Brazília és Hollandia mellé, míg az NSZK Jugoszláviával, Lengyelországgal és Svédországgal került össze. A papírforma nem borult fel, Brazília ellen 1–0-s, Hollandia ellen 2–0-s vereséget szenvedtek, Argentínával 1–1-s döntetlent játszottak, ezzel megszerezték a harmadik helyet a csoportban.
Az 1990-es világbajnokság-selejtezőiben ismét közel álltak a kijutáshoz. Ausztria ellen Bécsben egy döntetlen is elegendő lett volna számukra, azonban Toni Polster három góljával az osztrákok 3–0-s győzelmet arattak, amivel ők jutottak ki az olaszországi tornára.

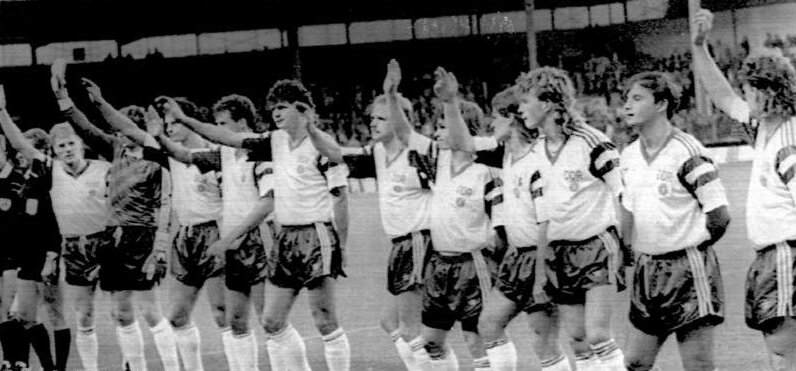
Brüsszel, 1990. szeptember 12. A válogatott történetének utolsó mérkőzése előtt az NDK labdarúgói köszöntik a nézőket.

### 1992-es Európa-bajnokság-selejtezői
Az 1992-es Európa-bajnokság selejtezőit 1990. február 2-án sorsolták ki. A NDK az 5. csoportba került az NSZK, Belgium, Wales és Luxemburg mellé. Augusztus 31-én eldőlt, hogy a két német állam október 3-án egyesül és létrejön az egységes Németország. Az NDK szeptember 12-én Belgium ellen kezdte volna a selejtezőket, de a visszalépés miatt erre már nem került sor. Végül barátságos mérkőzést játszottak a felek, amit az NDK Matthias Sammer két góljával 2–0-ra megnyert. Ez volt az NDK labdarúgó-válogatott történetének utolsó mérkőzése.

## Az 1974-es labdarúgó-világbajnokságon szerepelt keret
Szövetségi kapitány:  Georg Buschner
| Szám | Poszt | Név                  | Születési dátum (Kor) | Vál. | Klub                    |
| ---- | ----- | -------------------- | --------------------- | ---- | ----------------------- |
| 1    | K     | Jürgen Croy          | 1946. október 19.     | 43   | Sachsenring Zwickau     |
| 2    | V     | Lothar Kurbjuweit    | 1950. november 6.     | 30   | Carl Zeiss Jena         |
| 3    | V     | Bernd Bransch        | 1944. szeptember 24.  | 52   | Carl Zeiss Jena         |
| 4    | V     | Konrad Weise         | 1951. augusztus 17.   | 23   | Carl Zeiss Jena         |
| 5    | V     | Joachim Fritsche     | 1951. október 28.     | 7    | Lokomotive Leipzig      |
| 6    | KP    | Rüdiger Schnuphase   | 1954. január 23.      | 4    | Rot-Weiß Erfurt         |
| 7    | KP    | Jürgen Pommerenke    | 1953. január 22.      | 10   | Magdeburg               |
| 8    | CS    | Wolfram Löwe         | 1945. május 14.       | 33   | Lokomotive Leipzig      |
| 9    | CS    | Peter Ducke          | 1941. október 14.     | 57   | Carl Zeiss Jena         |
| 10   | KP    | Hans-Jürgen Kreische | 1947. július 19.      | 36   | Dynamo Dresden          |
| 11   | CS    | Joachim Streich      | 1951. április 13.     | 26   | Hansa Rostock           |
| 12   | V     | Siegmar Wätzlich     | 1947. november 16.    | 9    | Dynamo Dresden          |
| 13   | KP    | Reinhard Lauck       | 1946. szeptember 16.  | 14   | Dynamo Berlin           |
| 14   | CS    | Jürgen Sparwasser    | 1948. június 4.       | 28   | Magdeburg               |
| 15   | CS    | Eberhard Vogel       | 1943. április 8.      | 53   | Carl Zeiss Jena         |
| 16   | KP    | Harald Irmscher      | 1946. február 12.     | 29   | Carl Zeiss Jena         |
| 17   | KP    | Erich Hamann         | 1944. november 27.    | 1    | Vorwärts Frankfurt/Oder |
| 18   | V     | Gerd Kische          | 1951. október 23.     | 13   | Hansa Rostock           |
| 19   | KP    | Wolfgang Seguin      | 1945. szeptember 14.  | 13   | Magdeburg               |
| 20   | CS    | Martin Hoffmann      | 1955. március 22.     | 3    | Magdeburg               |
| 21   | K     | Wolfgang Blochwitz   | 1941. február 8.      | 17   | Carl Zeiss Jena         |
| 22   | K     | Werner Friese        | 1946. március 30.     | 0    | Lokomotive Leipzig      |

## Nemzetközi eredmények
Olimpiai játékok
- Olimpiai bajnok: 1 alkalommal (1976)
- Ezüstérmes: 1 alkalommal (1980)
- Bronzérmes: 2 alkalommal (1964, 1972)

### Világbajnoki és Európa-bajnoki szereplés
| Év       | Eredmény      | Hely          | M             | Gy            | D             | V             | Rg            | Kg            |
| -------- | ------------- | ------------- | ------------- | ------------- | ------------- | ------------- | ------------- | ------------- |
| 1954     | Nem indult    | Nem indult    | Nem indult    | Nem indult    | Nem indult    | Nem indult    | Nem indult    | Nem indult    |
| 1958     | Nem jutott be | Nem jutott be | Nem jutott be | Nem jutott be | Nem jutott be | Nem jutott be | Nem jutott be | Nem jutott be |
| 1962     | Nem jutott be | Nem jutott be | Nem jutott be | Nem jutott be | Nem jutott be | Nem jutott be | Nem jutott be | Nem jutott be |
| 1966     | Nem jutott be | Nem jutott be | Nem jutott be | Nem jutott be | Nem jutott be | Nem jutott be | Nem jutott be | Nem jutott be |
| 1970     | Nem jutott be | Nem jutott be | Nem jutott be | Nem jutott be | Nem jutott be | Nem jutott be | Nem jutott be | Nem jutott be |
| 1974     | 2. csoportkör | 6.            | 6             | 2             | 2             | 2             | 5             | 5             |
| 1978     | Nem jutott be | Nem jutott be | Nem jutott be | Nem jutott be | Nem jutott be | Nem jutott be | Nem jutott be | Nem jutott be |
| 1982     | Nem jutott be | Nem jutott be | Nem jutott be | Nem jutott be | Nem jutott be | Nem jutott be | Nem jutott be | Nem jutott be |
| 1986     | Nem jutott be | Nem jutott be | Nem jutott be | Nem jutott be | Nem jutott be | Nem jutott be | Nem jutott be | Nem jutott be |
| 1990     | Nem jutott be | Nem jutott be | Nem jutott be | Nem jutott be | Nem jutott be | Nem jutott be | Nem jutott be | Nem jutott be |
| Összesen | 2. csoportkör | 1/10          | 6             | 2             | 2             | 2             | 5             | 5             |

| Év       | Eredmény                     | Hely                         | M                            | Gy                           | D                            | V                            | Rg                           | Kg                           |
| -------- | ---------------------------- | ---------------------------- | ---------------------------- | ---------------------------- | ---------------------------- | ---------------------------- | ---------------------------- | ---------------------------- |
| 1960     | Nem jutott be                | Nem jutott be                | Nem jutott be                | Nem jutott be                | Nem jutott be                | Nem jutott be                | Nem jutott be                | Nem jutott be                |
| 1964     | Nem jutott be                | Nem jutott be                | Nem jutott be                | Nem jutott be                | Nem jutott be                | Nem jutott be                | Nem jutott be                | Nem jutott be                |
| 1968     | Nem jutott be                | Nem jutott be                | Nem jutott be                | Nem jutott be                | Nem jutott be                | Nem jutott be                | Nem jutott be                | Nem jutott be                |
| 1972     | Nem jutott be                | Nem jutott be                | Nem jutott be                | Nem jutott be                | Nem jutott be                | Nem jutott be                | Nem jutott be                | Nem jutott be                |
| 1976     | Nem jutott be                | Nem jutott be                | Nem jutott be                | Nem jutott be                | Nem jutott be                | Nem jutott be                | Nem jutott be                | Nem jutott be                |
| 1980     | Nem jutott be                | Nem jutott be                | Nem jutott be                | Nem jutott be                | Nem jutott be                | Nem jutott be                | Nem jutott be                | Nem jutott be                |
| 1984     | Nem jutott be                | Nem jutott be                | Nem jutott be                | Nem jutott be                | Nem jutott be                | Nem jutott be                | Nem jutott be                | Nem jutott be                |
| 1988     | Nem jutott be                | Nem jutott be                | Nem jutott be                | Nem jutott be                | Nem jutott be                | Nem jutott be                | Nem jutott be                | Nem jutott be                |
| 1992     | Visszalépett a selejtezőktől | Visszalépett a selejtezőktől | Visszalépett a selejtezőktől | Visszalépett a selejtezőktől | Visszalépett a selejtezőktől | Visszalépett a selejtezőktől | Visszalépett a selejtezőktől | Visszalépett a selejtezőktől |
| Összesen |                              | 0/9                          |                              |                              |                              |                              |                              |                              |

### Olimpiai szereplés
| Év       | Eredmény                                        | Hely          | M             | Gy            | D             | V             | Rg            | Kg            |
| -------- | ----------------------------------------------- | ------------- | ------------- | ------------- | ------------- | ------------- | ------------- | ------------- |
| 1952     | Nem indult                                      | Nem indult    | Nem indult    | Nem indult    | Nem indult    | Nem indult    | Nem indult    | Nem indult    |
| 1956     | Visszalépett                                    | Visszalépett  | Visszalépett  | Visszalépett  | Visszalépett  | Visszalépett  | Visszalépett  | Visszalépett  |
| 1960     | Nem jutott be                                   | Nem jutott be | Nem jutott be | Nem jutott be | Nem jutott be | Nem jutott be | Nem jutott be | Nem jutott be |
| 1964     | Bronzérmes (Az Egyesült Német Csapat tagjaként) | 3.            | 6             | 4             | 1             | 1             | 12            | 4             |
| 1968     | Nem jutott be                                   | Nem jutott be | Nem jutott be | Nem jutott be | Nem jutott be | Nem jutott be | Nem jutott be | Nem jutott be |
| 1972     | Bronzérmes                                      | 3.            | 7             | 4             | 1             | 2             | 23            | 9             |
| 1976     | Aranyérmes                                      | 1.            | 5             | 4             | 1             | 0             | 10            | 2             |
| 1980     | Ezüstérmes                                      | 2.            | 6             | 4             | 1             | 1             | 12            | 2             |
| 1984     | Visszalépett                                    | Visszalépett  | Visszalépett  | Visszalépett  | Visszalépett  | Visszalépett  | Visszalépett  | Visszalépett  |
| 1988     | Nem jutott be                                   | Nem jutott be | Nem jutott be | Nem jutott be | Nem jutott be | Nem jutott be | Nem jutott be | Nem jutott be |
| Összesen | Olimpiai bajnok                                 | 4/10          | 24            | 16            | 4             | 4             | 57            | 17            |

## Válogatottsági rekordok

### Legtöbbször pályára lépett játékosok

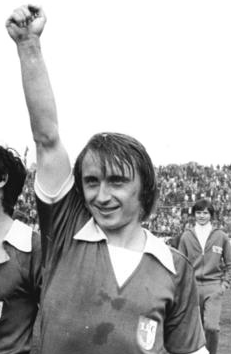
Joachim Streich a válogatottsági rekorder 97 mérkőzéssel és egyben a legeredményesebb játékos is 53 góllal.

| #  | Név                | Időszak   | Mérkőzés | Gólok |
| -- | ------------------ | --------- | -------- | ----- |
| 1  | Joachim Streich    | 1969–1984 | 97       | 53    |
| 2  | Hans-Jürgen Dörner | 1969–1985 | 96       | 8     |
| 3  | Jürgen Croy        | 1967–1981 | 86       | 0     |
| 4  | Konrad Weise       | 1970–1981 | 78       | 1     |
| 5  | Eberhard Vogel     | 1962–1976 | 69       | 24    |
| 6  | Ronald Kreer       | 1982–1989 | 65       | 2     |
| 7  | Bernd Bransch      | 1967–1976 | 64       | 3     |
| 8  | Peter Ducke        | 1960–1975 | 63       | 15    |
| 9  | Martin Hoffmann    | 1973–1981 | 62       | 15    |
| 10 | Gerd Kische        | 1971-1980 | 59       | 0     |

### Legtöbb gólt szerző játékosok
| #  | Név                  | Időszak   | Gól | Vál. | Átlag |
| -- | -------------------- | --------- | --- | ---- | ----- |
| 1  | Joachim Streich      | 1969–1984 | 53  | 97   | 0.55  |
| 2  | Eberhard Vogel       | 1962–1976 | 24  | 69   | 0.35  |
| 3  | Hans-Jürgen Kreische | 1968–1975 | 22  | 46   | 0.48  |
| 4  | Rainer Ernst         | 1981–1990 | 20  | 56   | 0.36  |
| 5  | Henning Frenzel      | 1961–1974 | 19  | 54   | 0.35  |
| 6  | Jürgen Nöldner       | 1960–1969 | 16  | 29   | 0.55  |
| 6  | Andreas Thom         | 1984–1990 | 16  | 51   | 0.31  |
| 8  | Martin Hoffmann      | 1973–1981 | 15  | 62   | 0.24  |
| 8  | Peter Ducke          | 1960–1975 | 15  | 63   | 0.24  |
| 10 | Ulf Kirsten          | 1985–1990 | 14  | 49   | 0.29  |

### Játékosok akik pályára léptek a német válogatottban is 1990 után
| Játékos         | NDK  | NDK | Egyesített Németország | Egyesített Németország | Összesen | Összesen |
| Játékos         | Vál. | Gól | Vál.                   | Gól                    | Vál.     | Gól      |
| --------------- | ---- | --- | ---------------------- | ---------------------- | -------- | -------- |
| Ulf Kirsten     | 49   | 14  | 51                     | 20                     | 100      | 34       |
| Matthias Sammer | 23   | 6   | 51                     | 8                      | 74       | 14       |
| Andreas Thom    | 51   | 16  | 10                     | 2                      | 61       | 18       |
| Thomas Doll     | 29   | 7   | 18                     | 1                      | 47       | 8        |
| Dariusz Wosz    | 7    | 0   | 17                     | 1                      | 24       | 1        |
| Olaf Marschall  | 4    | 0   | 13                     | 3                      | 17       | 3        |
| Heiko Scholz    | 7    | 0   | 1                      | 0                      | 8        | 0        |
| Dirk Schuster   | 4    | 0   | 3                      | 0                      | 7        | 0        |

## Szövetségi kapitányok

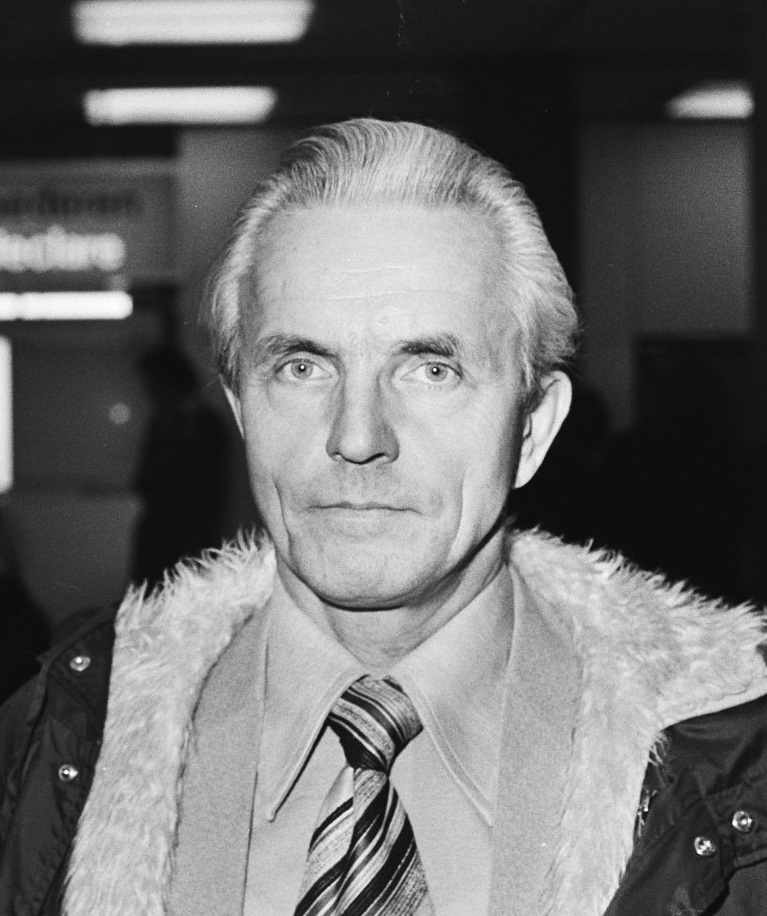
Georg Buschner 1970 és 1981 között irányította az NDK válogatottját.

- 1952–1953 Willi Oelgardt
- 1954      Hans Siegert
- 1955–1957 Gyarmati János
- 1958–1959 Fritz Gödicke
- 1959–1961 Heinz Krügel
- 1961–1967 Sós Károly
- 1967–1969 Harald Seeger
- 1970–1981 Georg Buschner
- 1982–1983 Rudolf Krause
- 1983–1988 Bernd Stange
- 1988–1989 Manfred Zapf
- 1989–1990 Eduard Geyer